# حارة جامع الدعوة (الصافية)
حارة جامع الدعوة هي إحدى حارات حي الصافية بمديرية الصافية إحدى مديريات العاصمة اليمنية صنعاء، بلغ تعداد سكانها 2647 نسمة حسب تعداد اليمن لعام 2004.